# Max-Planck-Gymnasium
Max-Planck-Gymnasium (MPG) é uma escola do ensino secundário na cidade alemã de Dortmund. Com 1131 alunos e 94 professores (números de 2012), o MPG é uma das escolas mais importantes da cidade.

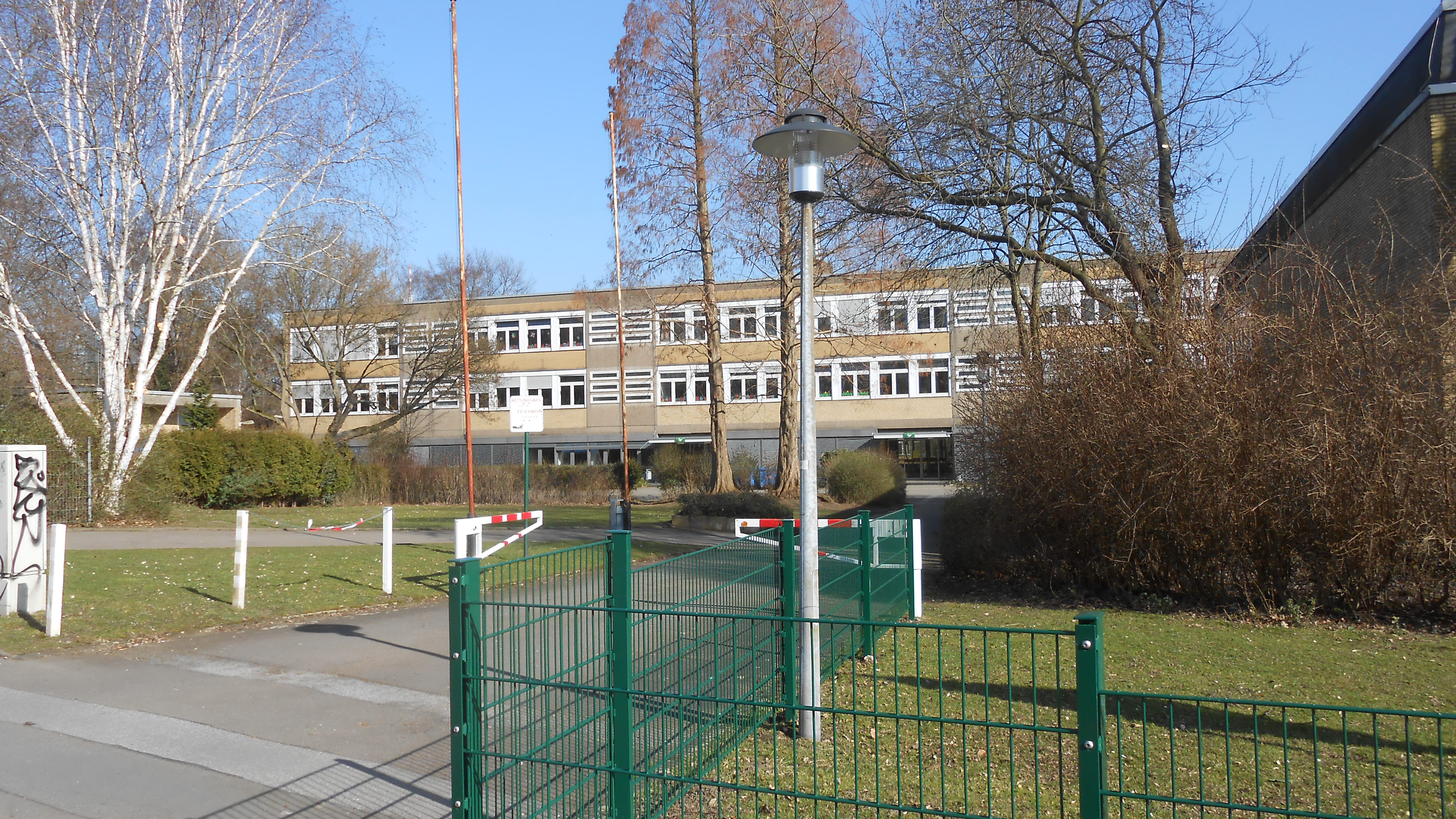
Fachada e entrada para o MPG

É a única escola alemã que ensina a língua portuguesa até ao Abitur, o qual dá acesso ao ensino superior. Desde 1991 é também possivel adquirir aqui o AbiBac, que é a qualificação simultâneamente reconhecida como Baccalauréat francês e como Abitur alemão.
O MPG é uma das 166 „escolas da europa“ certificadas pelo estado de Renânia do Norte-Vestfália. Ainda aderiu à rede de escolas „Schule ohne Rassismus – Schule mit Courage“ (em português: escola sem racismo, escola com coragem), uma iniciativa para prevenir xenofobia e discriminação nas escolas.

## História
Fundada na páscoa de 1858 sobre o nome de „Realgymnasium“, a escola passou a um instituto completo do ensino secundário a 18 de janeiro de 1862. Depois de 1890, mudou de nome para „Bismarck Realgymnasium“ em homenagem a Otto von Bismarck, estadista e pai da unidade alemã, do Império Alemão.
Ainda em 1890, os alunos do Bismarck Realgymnasium começaram a jogar regularmente futebol no recreio, sendo assim os pioneiros desse desporto na cidade. Em 1899 foi fundado na escola o agrupamento de remo, ainda hoje existente. Coopera até aos dias de hoje com o „Bundesleistungszentrum Rudern Dortmund“, o centro nacional de alto rendimento da modalidade de remo instalado em Dortmund.
Em 1937, a escola voltou a mudar de nome, agora para „Bismarck Oberschule“. O regime nazi tinha dado o nome de „Adolf-Hitler-Gymnasium“ ao liceu mais antigo da cidade, o atual „Stadtgymnasium Dortmund“, e só este devia designar-se por Gymnasium, pela vontade do regime.
Ao decorrer da segunda Guerra Mundial, a „Bismarck Oberschule“ foi completamente destruida nos bombardeamentos aliados da cidade em 1943 e 1944. A escola ficou asilada em Baden-Baden a partir de junho 1943, onde os alunos foram recrutados para a reconstrução da Linha Siegfried em 1944. Com o avanço da linha de fogo, a escola foi novamente evacuada, primeiro para Enzklösterle e em 1945 para a região do Allgäu, na Baviera. Depois da rendição alemã a 8 de maio de 1945, muitos dos alunos e professores encontraram o caminho de volta para Dortmund por entre o caos instalado no país em ruínas. Organizaram um funcionamento improvisado. Depois da páscoa de 1946, a escola recomeçou a funcionar oficialmente, agora sobre o nome de Humboldt-Oberschule e albergada nas instalações do Helmholtz-Gymnasium.
A escola mudou oficialmente de nome a 19 de julho de 1949, passando a têr a atual designação MPG em homenagem ao físico Max Planck, que nasceu no ano da fundação da escola, em 1858. A Câmara Municipal de Dortmund decidiu não reconstruir o antigo edifício da escola no centro da cidade. Em 1958, pelo centenário da fundação da escola, a Câmara aprovou a construção de um novo edifício para o MPG, construido de raíz no extremo sul da parte central da cidade, perto do Westfalenstadion e da Westfalenhalle, e inaugurado em 1961.

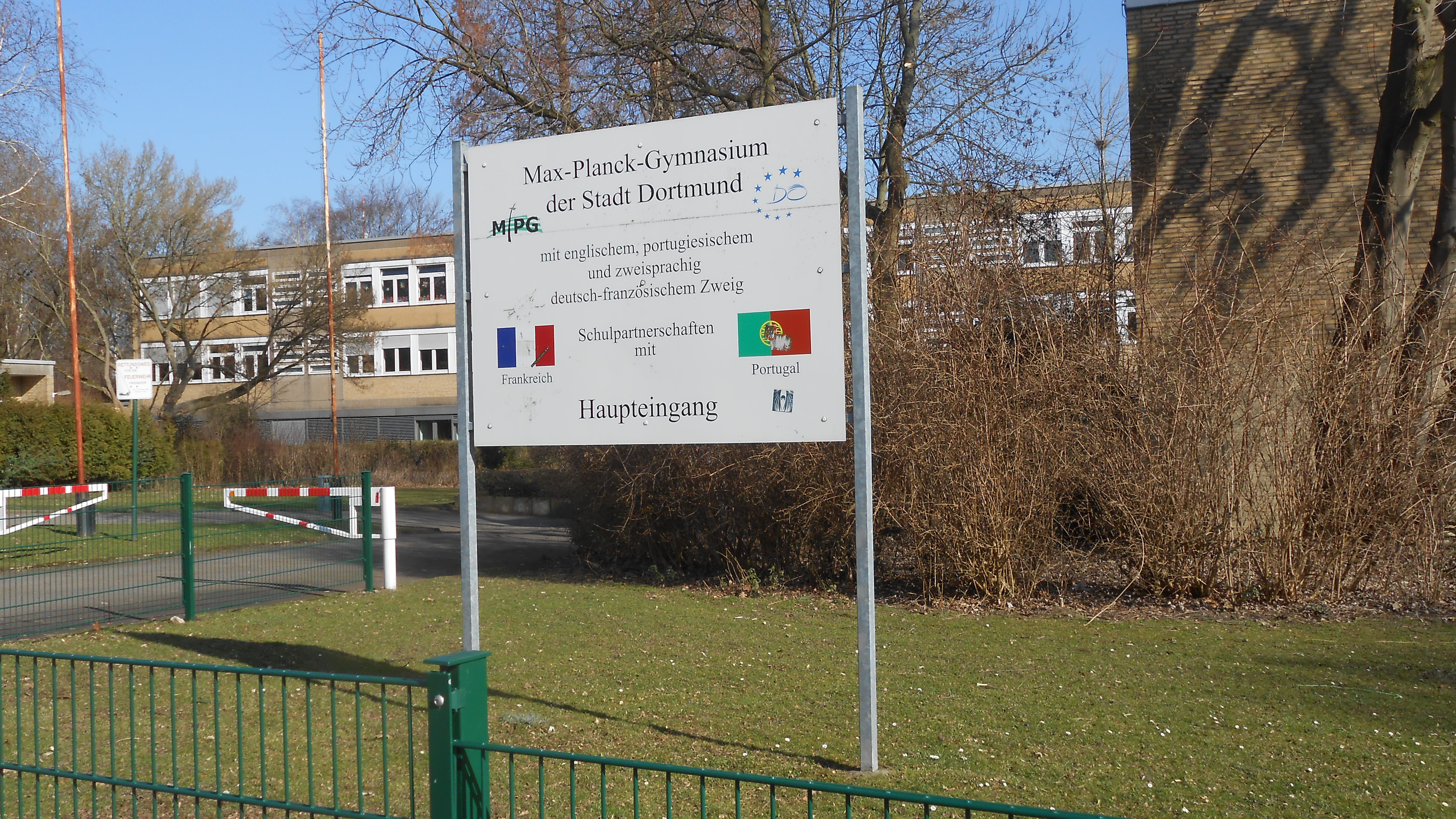
Os projetos de línguas do MPG em Dortmund, placa informativa na entrada

Em 1980, a escola lançou o seu projeto inovador do ensino de língua portuguesa. Depois de já muito antes ter integrado o francês nas línguas ensinadas no MPG, a partir de 1991, a escola integrou o AbiBac, a qualificação que reune a admissão universitária alemã e francesa.

## O ensino de Português no MPG
O Dr. Hans-Georg Becker veio da Escola Alemã de Lisboa para ser diretor do MPG em 1979. Em 1980 lançou o projeto-piloto do ensino da língua portuguesa, começando com uma turma de luso-descendentes. A primeira professora foi Maria do Carmo Kuparinen, licenciada lisboeta casada com um finlandês. Em seguida, o projeto foi aberto para todos os alunos, e em 1985 veio um reforço em pessoa de Margarida de Lima Werner, também ela licenciada lisboeta, casada com um alemão.
Até 2015, cerca de 300 alunos optaram pelo português como uma das quatro disciplinas da sua prova final do ensino secundário, o Abitur. O MPG é hoje a única escola na Alemanha a oferecer o Português como disciplina no Abitur.
Em 2011, o MPG foi feito comendador da Ordem do Mérito da República Portuguesa.

## Parcerias internacionais
- Colégio Visconde de Porto Seguro, São Paulo (Brasil)
- Escola Manuel Teixeira Gomes, Portimão (Portugal)
- Escola Secundária Fernão Mendes Pinto, Almada (Portugal)
- Lycée Charles Hermite, Dieuze (departamento Mosela, França)
- Lycée Janson de Sailly, Paris (França)
- Lycée Monge, Charleville-Mézières (França)
- Mary Institute and Saint Louis Country Day School (MICDS), St. Louis (Estados Unidos)